# El principio de responsabilidad
El principio de responsabilidad (en alemán Das Prinzip Verantwortung, 1979) es el libro más conocido del filósofo alemán Hans Jonas. Sobre todo en Alemania ha conocido una recepción que sobrepasa el círculo filosófico y fue citado en el Bundestag.
La obra tuvo un inmenso éxito en Alemania, donde resultó un superventas filosófico. La versión francesa fue publicada 12 años después de la original, y la versión en español, 15 años después. Hans Jonas es el primer filósofo que ha introducido el concepto de responsabilidad de las generaciones actuales respecto a las futuras generaciones[cita requerida], concepto que es la base del desarrollo sostenible[cita requerida].
En El principio de responsabilidad, Hans Jonas propone un nuevo imperativo categórico: 
«Obra de tal manera que los efectos de tu acción sean compatibles con la permanencia de una vida auténticamente humana sobre la Tierra»
La formulación de Jonas tiene como antecedente el imperativo categórico de Kant «Obra solo según aquella máxima por la cual puedas querer que al mismo tiempo se convierta en ley universal», una formulación de la regla de oro, regla enunciada también, entre otros, por Jesús de Nazaret en la formulación «Todo cuanto queráis que os hagan los hombres, hacédselo también vosotros» (Mt 7,12; Lc 6,31).

## Descripción
En el libro, Hans Jonas parte de la cuestión «¿por qué la humanidad debe existir?» La existencia de la humanidad, cuyo imperativo parece obvio, no está en absoluto garantizada hoy día. Al contrario, con el enorme poder que le ha conferido la técnica moderna, la humanidad (empleando esta palabra en el sentido de "conjunto de los seres humanos existentes") puede autodestruirse en poco tiempo (el libro fue escrito en los tiempos en que una guerra nuclear total era probable). Por eso se plantea esta nueva cuestión, que debe entrar en el dominio de las consideraciones morales.
Refiriéndose a su filosofía de la biología, Hans Jonas funda el imperativo de que la especie humana debe existir, porque tiene, como todo ser vivo, un valor absoluto que le es inherente y que por tanto debe protegerse a toda costa.
En la práctica, eso significa que debe prohibirse toda tecnología que comporte el riesgo —por minúsculo que sea— de destruir a la humanidad. Hans Jonas sintetiza este imperativo en la fórmula in dubio pro malo (calcada de la conocida in dubio pro reo: si en un juicio hay dudas sobre si una persona es inocente o culpable, debe declarársela inocente). Esta fórmula quiere decir que si hay varias posibles consecuencias del empleo de una tecnología, debe decidirse en función de la hipótesis más pesimista. 
Fundamentalmente, Hans Jonas opina que es necesario refundar la moral ancestral, basada en personas que viven en «ciudades», unidades autónomas donde los individuos crean su entorno y su moral, sin tocar verdaderamente la esencia del mundo (al modo de una ciudad griega emplazada en una naturaleza a la que no afecta). Esta moral antigua solo tenía en cuenta las consecuencias inmediatas de las acciones —pero no las futuras— y las relaciones interpersonales. Ha sido sobrepasada.
El poder técnico-científico cambia el paradigma: la humanidad y sus ciudades mundializadas hoy dominan el mundo (la naturaleza) y la cambian sin cesar hacia no se sabe dónde. La moral (lo que nos indica qué está bien y qué está mal) debe pues abandonar el presente y lo interpersonal (entre personas que existen a la vez) y proyectarse sobre el porvenir y lo colectivo (entre las personas que existen ahora y las que existirán en el futuro), en particular sobre el porvenir de la especie humana, que, ontológicamente, según Jonas, debe continuar existiendo.
Hans Jonas ha sido a menudo acusado de ser hostil a la técnica y a su progreso. Sin embargo él rechaza este reproche. Incluso ha visto la necesidad de hacer progresar la técnica con el fin de encontrar remedios a los destrozos ya causados por ella. Pero con la condición de que la técnica y la investigación se practiquen en un marco bien definido y controlado para no perjudicar a la permanencia ontológica de la especie humana.

## Constatación de la transformación de la acción humana en la época moderna
Según Jonas, la moral tradicional presenta las características siguientes:
- La relación de los humanos con el mundo no humano es técnica y moralmente neutra.
- Es una moral antropocéntrica.

Las posibilidades apocalípticas contenidas en la tecnología moderna nos muestran que el exclusivismo antropocéntrico bien podría ser un prejuicio

- La persona en sí misma no es un objetivo de la tecnología.
- El horizonte temporal y espacial de la persona es limitado.
- Es sabio quien se resigna a lo desconocido.
- Cada individuo solo se relaciona con quienes están vivos a la vez que él.
- La esfera de la acción es la de proximidad.

Jonas propone reconsiderar esta moral utilizando la naturaleza como vara de medir, en una visión holística inspirada por Arne Næss. Considera así que: 

La naturaleza no podía asumir un riesgo mayor que el de dejar nacer al hombre [...]. Con el hombre, la naturaleza se ha perturbado a sí misma.

## Problema de la técnica
- El desarrollo técnico y científico conduce a una «proliferación» de seres humanos debido a su «éxito biológico».
- Los recursos a los que la humanidad puede acceder son limitados.

## Otros usos del término
El principio de responsabilidad establece que cada individuo debe responder por sus actos y sus decisiones. Se trata de un concepto moral y del Derecho que se aplica a personas. No debe confundirse con el principio de responsabilidad única, que es un concepto informático que se aplica a módulos de un programa.
La palabra tiene dos significados: "comportarse con responsabilidad" implica conducirse de manera que evitemos consecuencias dañinas innecesarias. Por ejemplo, si tenemos una parcela agrícola, estaremos actuando de forma responsable si la abonamos con la cantidad justa de fertilizante. Sería, en cambio, irresponsable, poner más abono del necesario, porque la lluvia se lo llevaría y contaminaría otras parcelas.
En el segundo significado, "asumir la responsabilidad", cuando de la conducta de un sujeto (persona o empresa) se han derivado consecuencias dañinas —que no habrían ocurrido si hubiera tenido cuidado— quiere decir que este sujeto admite: «Sí, soy el causante de esto», dice lamentarlo y repara los daños o acepta el castigo previsto. 
El principio de responsabilidad, tal como lo formula Jonas, da preferencia al sentido preventivo (prever las consecuencias dañinas de determinados actos y evitarlos) sobre el punitivo (aceptar el castigo por haber cometido actos dañinos).
El principio de responsabilidad es fundamental en la justicia, porque las penas solo pueden aplicarse a quienes son hallados responsables de los delitos.
Del principio de responsabilidad individual emana el de responsabilidad institucional.